# Vicq-sur-Mer
Vicq-sur-Mer ist eine französische Gemeinde mit 1083 Einwohnern (Stand: 1. Januar 2022) im Département Manche in der Region Normandie. Sie gehört zum Arrondissement Cherbourg und zum Kanton Val-de-Saire.
Sie entstand als Commune nouvelle mit Wirkung vom 1. Januar 2016 durch die Zusammenlegung der bisherigen Gemeinden Gouberville, Cosqueville, Néville-sur-Mer und Réthoville. Die ehemaligen Gemeinden verfügen in der neuen Gemeinde über den Status einer Commune déléguée. Der Verwaltungssitz befindet sich im Ort Cosqueville.

## Gliederung
| Ortsteil                      | ehemaliger INSEE-Code | Fläche (km²) | Einwohnerzahl zum 1. Januar 2018 |
| ----------------------------- | --------------------- | ------------ | -------------------------------- |
| Cosqueville (Verwaltungssitz) | 50142                 | 10,90        | 591                              |
| Gouberville                   | 50211                 | 02,79        | 121                              |
| Néville-sur-Mer               | 50375                 | 03,46        | 194                              |
| Réthoville                    | 50432                 | 03,43        | 132                              |

## Lage
Die Gemeinde liegt auf der Halbinsel Cotentin und grenzt im Norden an den Ärmelkanal.

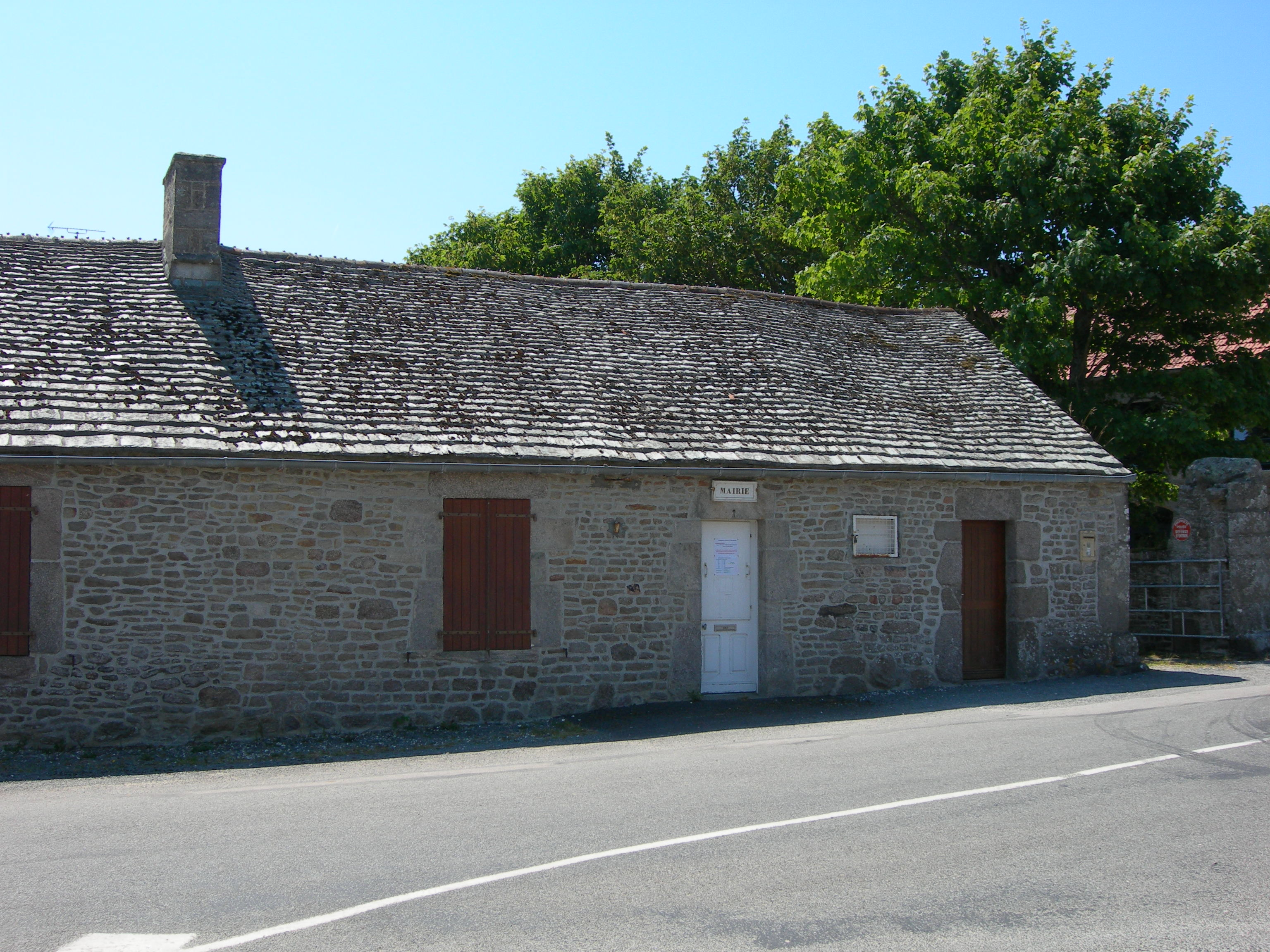
Ehemalige Mairie von Gouberville
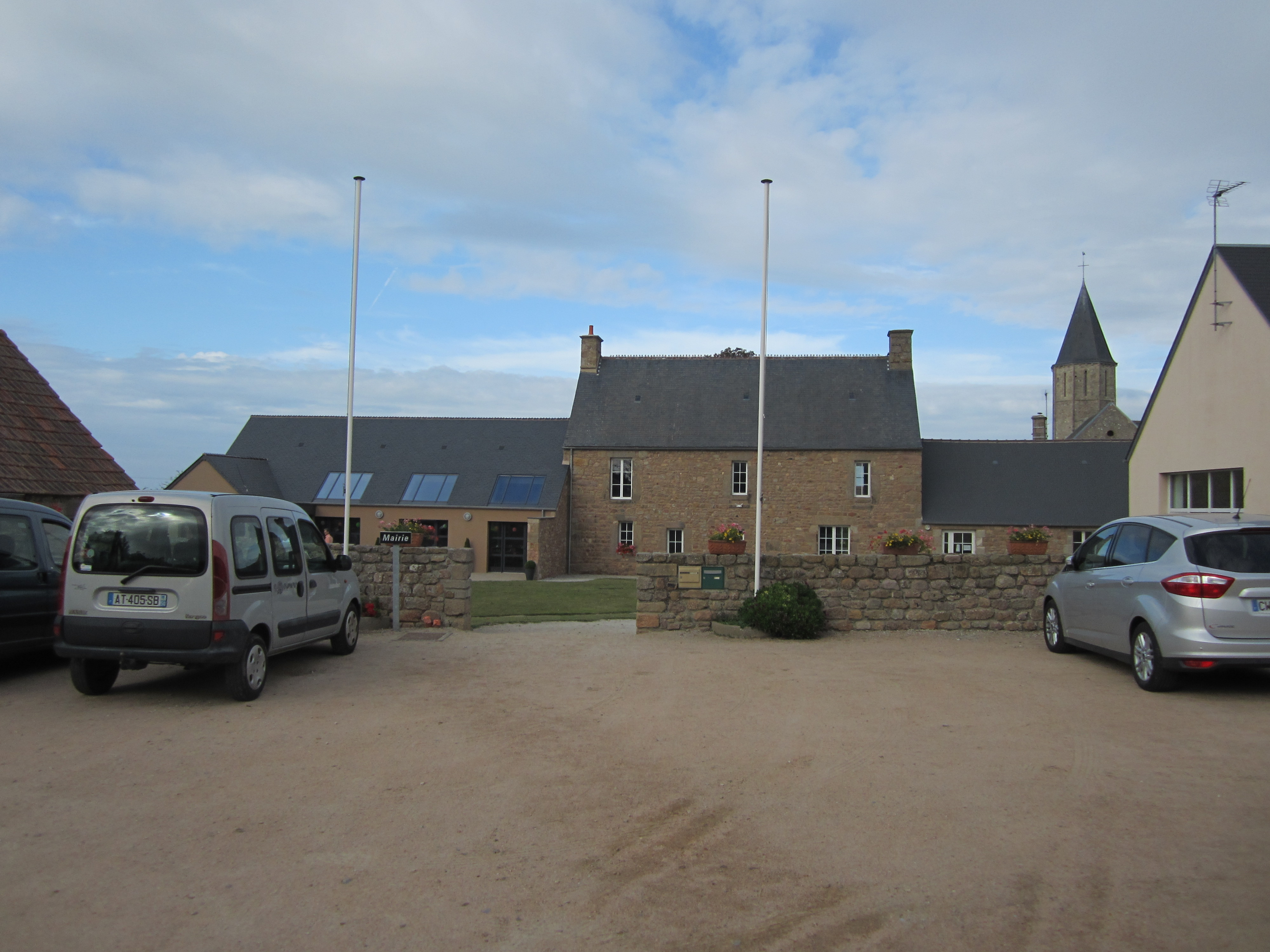
Ehemalige Mairie von Cosqueville
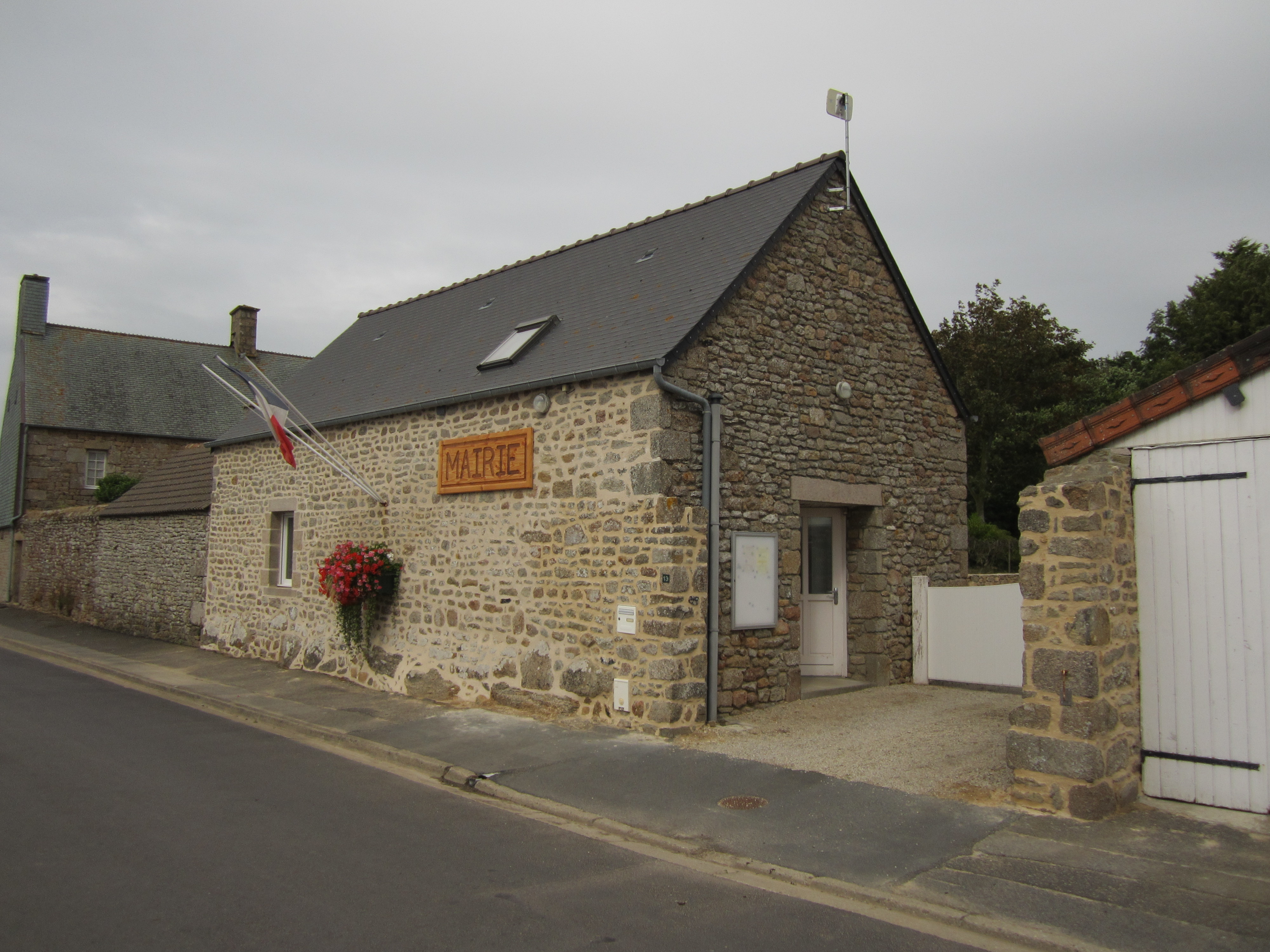
Ehemalige Mairie von Réthoville
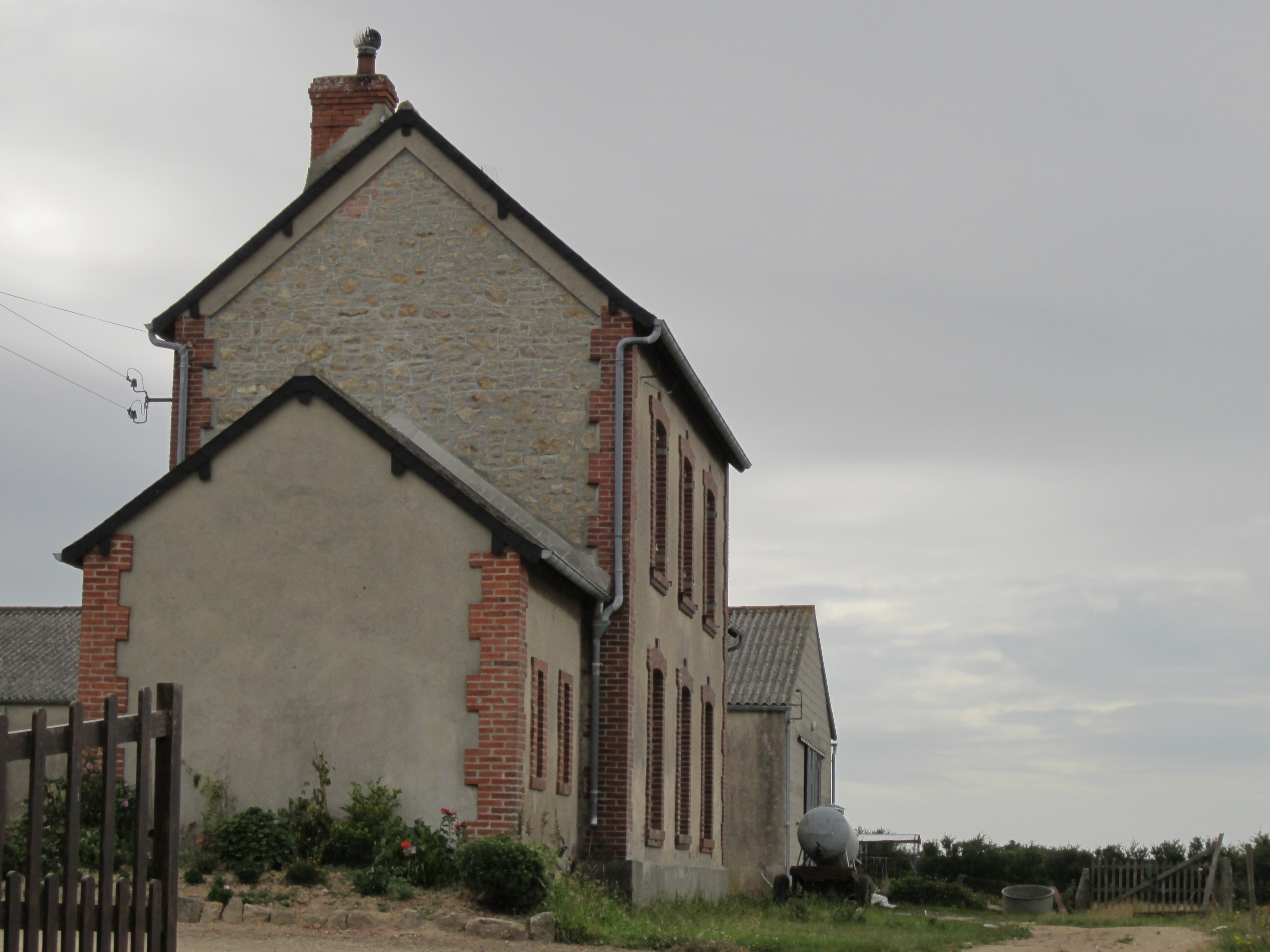
Das einstige Aufnahmegebäude des heute nicht mehr bestehenden Bahnhofs von Néville-sur-Mer